# Paardenhoefklaver
Paardenhoefklaver (Hippocrepis comosa) is een plant uit de vlinderbloemenfamilie (Leguminosae). De plant komt voor op droge weilanden en hellingen in grote delen van Europa. Op kalkhoudende grond vormt de plant kussens van een opvallende gele kleur als ze in bloei staat. De hoogte is circa 20 cm.
De paardenhoefklaver kan verward worden met rolklaversoorten (Lotus), maar is te onderscheiden door de langere bladeren en karakteristieke peulen.
Het blad is oneven geveerd. Er zijn elf tot vijftien deelblaadjes, die gegroepeerd zijn in paren plus een eindblaadje. Ze zijn omgekeerd eirond en stomp. Hierin onderscheiden ze zich van de rolklaver, waarvan de bladeren puntig zijn.
De plant bloeit van mei tot juli. De bloem van de paardenhoefklaver is geel en wordt 6-10 mm lang. Vijf tot twaalf bloemen vormen een scherm. 
De plant draagt een peul met leden die doen denken aan een hoefijzer. Hieraan dankt de plant ook haar naam. Elke peul is circa 3 cm lang.

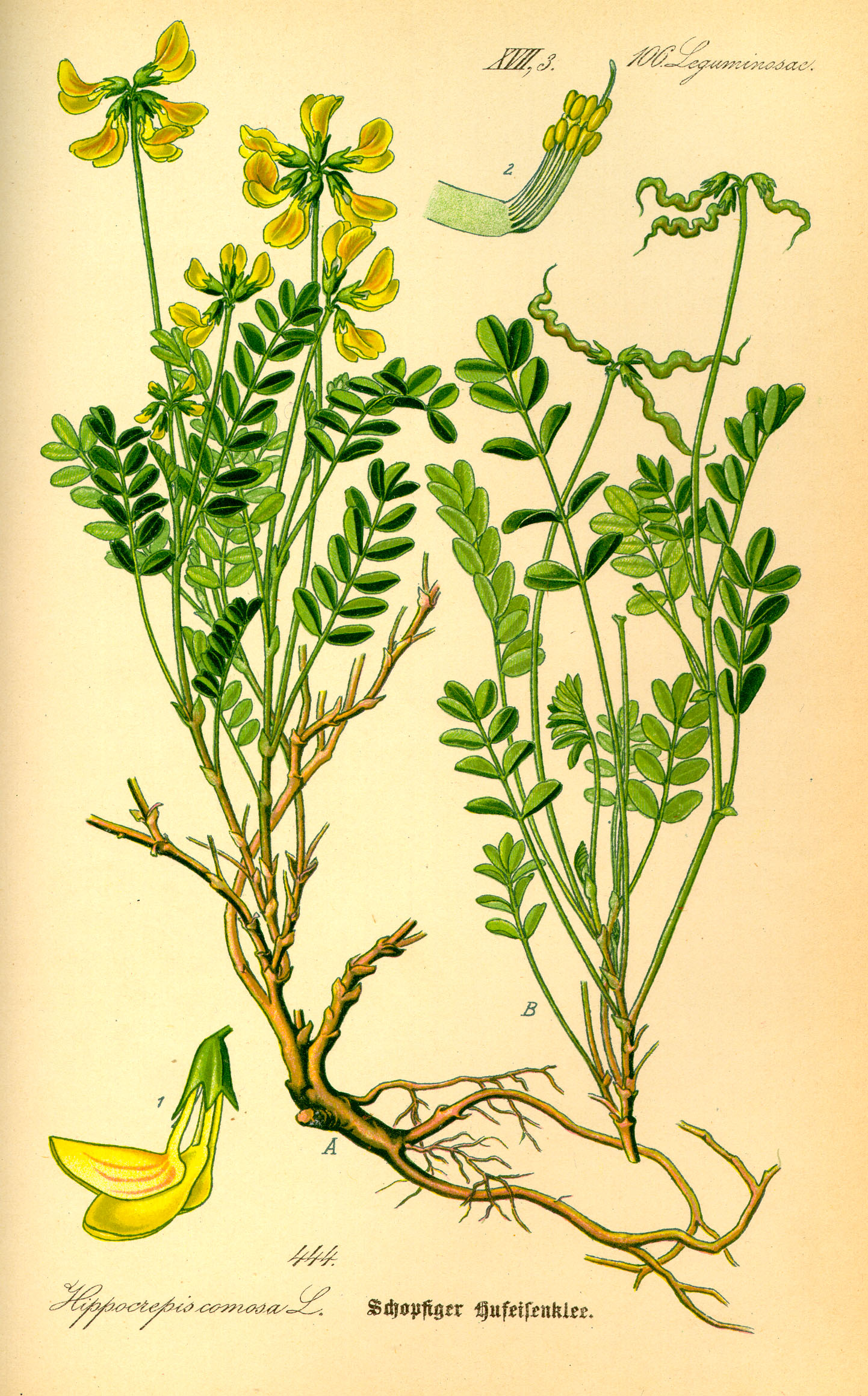

## Plantengemeenschap
Paardenhoefklaver is een kensoort voor de associatie van sikkelklaver en zachte haver (Medicagini-Avenetum pubescentis), een zeer bloemrijke plantengemeenschap van kalkrijke zandgronden langs de grote rivieren.